# Sankt Nikolai ob Draßling
Sankt Nikolai ob Draßling war eine Gemeinde in der Steiermark. Im Rahmen der Gemeindestrukturreform in der Steiermark wurde sie am 1. Jänner 2015 mit den Gemeinden Sankt Veit am Vogau und Weinburg am Saßbach zusammengeschlossen. Grundlage dafür war ein gemeinsamer Antrag dieser Gemeinden. Die neue Gemeinde führt den Namen Sankt Veit in der Südsteiermark.

## Geografie
Sankt Nikolai ob Draßling liegt im Bezirk Leibnitz im österreichischen Bundesland Steiermark.

### Gliederung
Das ehemalige Gemeindegebiet umfasst vier Ortschaften (in Klammern Einwohnerzahl Stand 1. Jänner 2024):
- Hütt (170)
- Leitersdorf (141)
- Marchtring (20)
- Sankt Nikolai ob Draßling (743)

### Nachbarorte
| Hainsdorf  | Wolfsberg                                   |             |
| Gabersdorf | Kompassrose, die auf Nachbargemeinden zeigt | Mettersdorf |
|            | Sankt Veit am Vogau                         | Weinburg    |

## Geschichte
Die Ortsgemeinde als autonome Körperschaft entstand 1850. Nach der Annexion Österreichs 1938 kam die Gemeinde zum Reichsgau Steiermark, 1945 bis 1955 war sie Teil der britischen Besatzungszone in Österreich.

## Kultur und Sehenswürdigkeiten

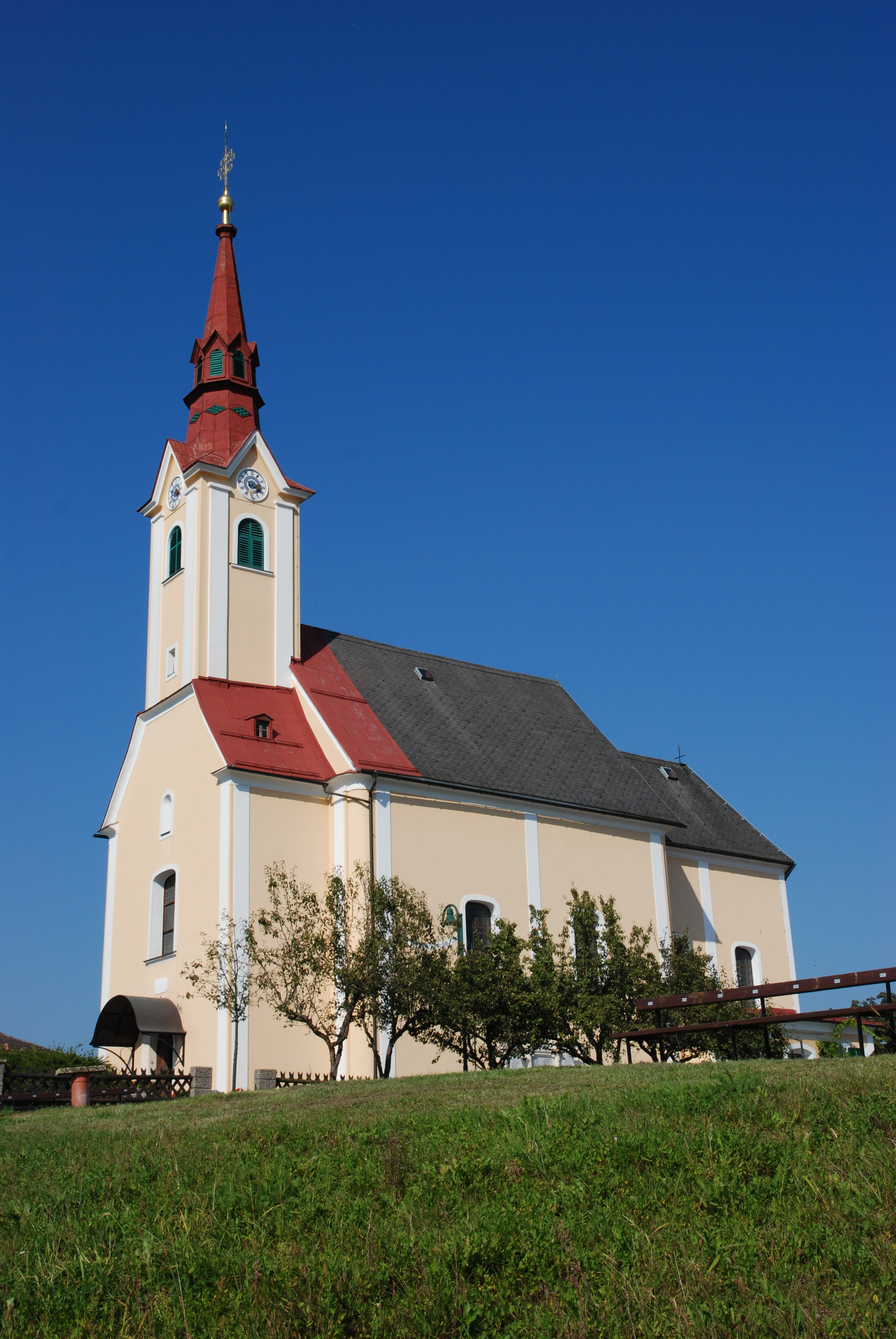
Pfarrkirche St. Nikolai ob Draßling

- Katholische Pfarrkirche St. Nikolai ob Draßling

## Ehemalige Politik
Der Gemeinderat setzte sich nach den Wahlen von 2010 wie folgt zusammen: 11 ÖVP, 2 SPÖ und 2 FPÖ.
Der letzte Bürgermeister war Josef Pratter (ÖVP).

## Persönlichkeiten

### Ehrenbürger
- 1983 Josef Krainer (1930–2016), Landeshauptmann
- 2014 Josef Pratter (* 1953), Bürgermeister[4]